# 宋玉
宋玉（そうぎょく、生没年不詳）は、戦国末期（紀元前3世紀頃）の楚の文人。屈原の弟子とも後輩ともいわれ、「屈宋」と併称される。漢の韓嬰の『韓詩外伝』や、劉向の『新序』「雑事第一」および「第五」に宋玉に関する逸話が記載されている。

## 作品
現在宋玉の作品として伝えられるものは、
1. 『楚辞章句』の「九弁」「招魂」
2. 『文選』の「高唐賦」「神女賦」「登徒子好色賦」「対楚王問」
3. 『古文苑』の「笛賦」「大言賦」「小言賦」「諷賦」「釣賦」「舞賦」

また、「宋玉賦十六篇」や「宋玉集三巻」も作ったとされるが、これらの作品がどういう内容のものなのかは明らかではない。

## 関連書籍
- 漢の韓嬰『韓詩外伝』
- 漢の劉向『新序』
- 『楚辞章句』
- 班固『漢書』巻30　芸文志第10
- 『隋書』巻35　志第30　経籍4